# Mannit-Kochsalz-Agar

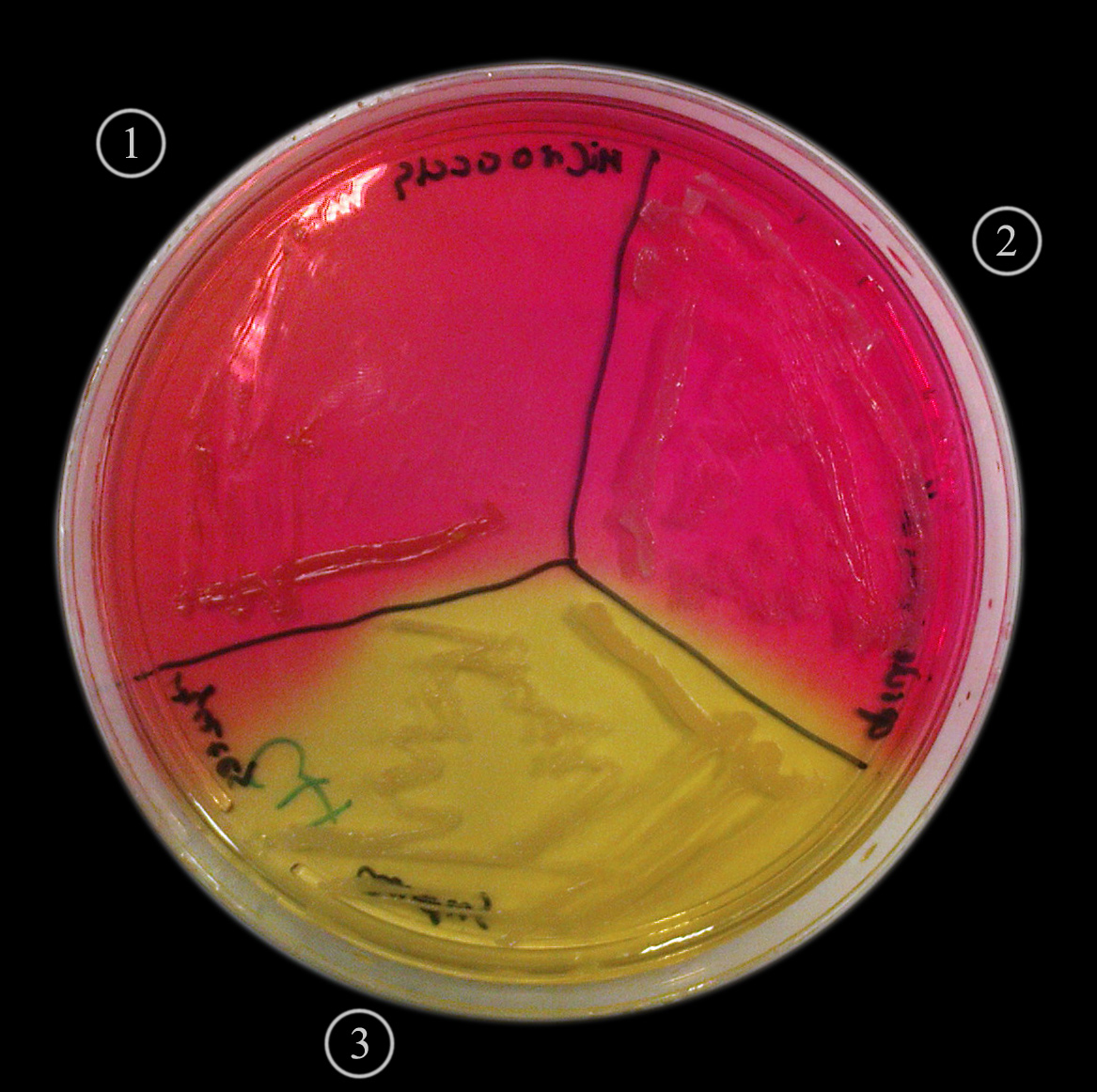
Mannit-Kochsalz-Agarplatte mit Kolonien von Micrococcus sp. (1), Staphylococcus epidermidis (2) und S. aureus (3)

Mannit-Kochsalz-Agar (auch Chapman-Agar) ist ein Selektivmedium zur Isolierung pathogener Staphylokokken und Mikrokokken. Anwendung findet dieses Nährmedium vor allem in der Lebensmittelanalytik und bei mikrobiologischen Untersuchungen in Krankenhäusern.
Durch den hohen Kochsalzgehalt des Mediums werden die meisten anderen Bakterien am Wachstum gehindert. Phenolrot und Fleischextrakt bedingen bei neutralem pH-Wert die leicht rötliche Farbe. Ist ein darauf wachsendes Bakterium in der Lage, Mannit als Kohlenstoffquelle zu verwerten, so nimmt das umgebende Medium aufgrund des pH-Abfalls (Säurebildung) eine gelbliche Farbe an. Die Verwertung von Mannit gilt dabei als Indiz für die Pathogenität des untersuchten Bakteriums.
Weiteren Aufschluss über die Pathogenität kann die Untersuchung seiner Lipaseaktivität geben.

## Zusammensetzung
- Pankreashydrolysat aus Casein  5,0 g/l
- Pepton aus Tiergewebe                 5,0 g/l
- Rindfleischextrakt                    1,0 g/l
- Natriumchlorid (Kochsalz)            75,0 g/l
- D-Mannit                             10,0 g/l
- Phenolrot                             0,025 g/l
- Agar                                 15,0 g/l
- pH-Wert                               7,4[1][2][3]